# Källfjärd

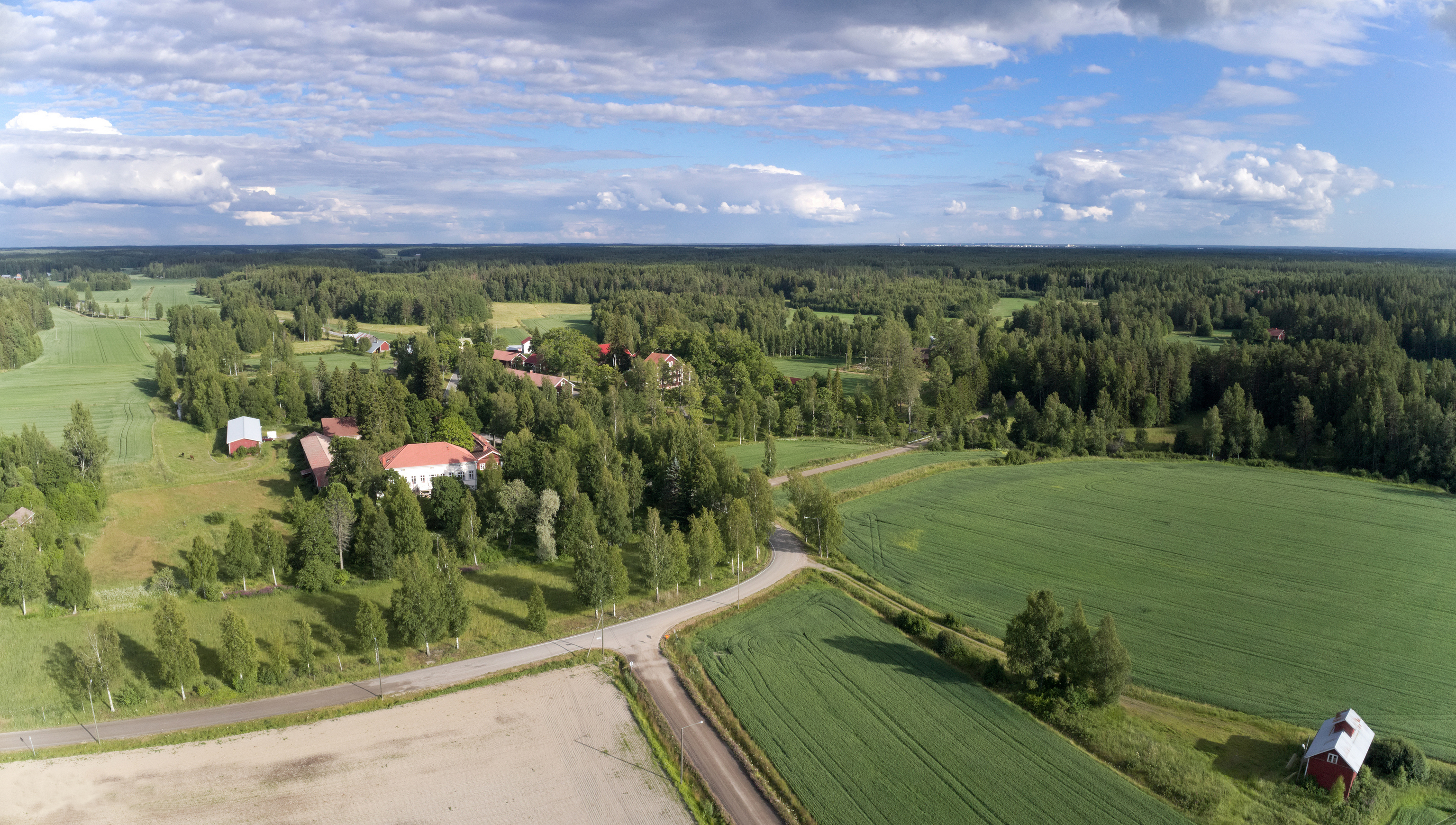
Källfjärds gårdslandskap

Källfjärd (äldre stavning Kellfjerd; på finska Kellahti) är en i Björneborg belägen by som tidigare hörde till Vittisbofjärds kommun. Vittisbofjärd slogs samman med Björneborg år 1972. Källfjärd ligger ungefär 13 kilometer norr om Björneborgs centrum. Genom byn strömmar Källfjärds å, även kallad Södermarks å.  
Källfjärds gårdslandskap hör till Museiverkets inventering av byggda kulturmiljöer av riksintresse. Gårdslandskapet började bildas år 1614 då ryttmästaren Otto Johan von Grothusen erhöll området i donation under Norrköpings besluts villkor. I samband med reduktionen år 1680 delades säteriet upp på ett säteri och ett rusthåll. De nuvarande säteri- och rusthållsbyggnaderna med tillhörande parkområden härstammar mestadels från 1800-talet.
År 2017 hade Källfjärd en befolkning på 202 personer.